# Calle Perla (Sevilla)
La calle Perla es una vía pública de la ciudad española de Sevilla.

## Descripción
La vía discurre desde la calle Corral del Rey hasta Muñoz y Pabón. Aparece descrita en la Noticia histórica del origen de los nombres de las calles de esta ciudad de Sevilla (1839) de Félix González de León con las siguientes palabras:

Calle de la Perla. Parece que á propósito, ó por íronía le han puesto los nombres de las cosas mas preciosas à las calles peores de Sevilla. La de la Plata es un callejon muy malo, ésta de la Perla, que no sé porque se llame así, es un pasadizo de calle muy pequeño y estrecho que pasa desde la calle del Corral del Rey à la de san Nicolas, en cuya parroquia se halla y en el cuartel B.
(González de León, 1839, p. 396)